# تحليل صورة الأنسجة الآلية
تحليل صورة الأنسجة الآلية أو تحليل صورة الأنسجة المرضية (بالإنجليزية: Automated tissue image analysis)‏ هي عملية تتم بواسطة استخدام مُعِدَّات الاختبار الأوتوماتيكية التي يتحكم فيها الكمبيوتر لتقييم عينات الأنسجة، باستخدام الحسابات لاشتقاق القياسات الكَمّيَّة من الصورة لتجنب الأخطاء الذاتية.

يمكن استخدام تحليل صور الأنسجة الآلية في تطبيق نموذجي، لقياس النشاط الكلي للخلايا السرطانية في خزعة من ورم سرطاني مأخوذ من مريض. في مرضى سرطان الثدي، على سبيل المثال، يمكن استخدام تحليل صور الأنسجة الآلي لاختبار المستويات العالية من البروتينات المعروفة بوجودها في أشكال أكثر عدوانية من سرطانات الثدي.

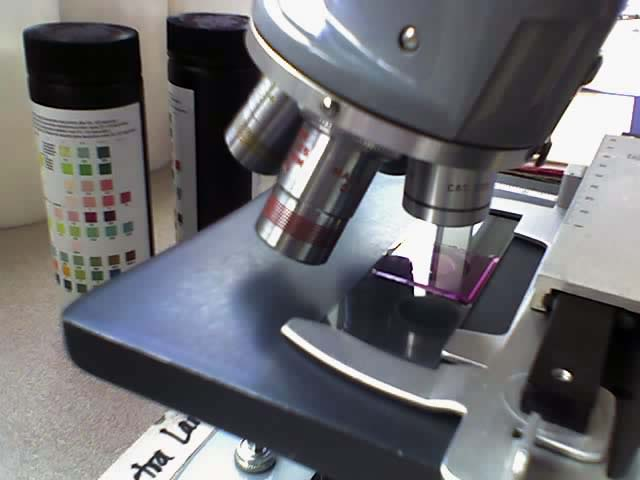
عينة نسيجية ملطخة، محصورة بين شريحة مجهر زجاجي وغطاء، مثبتة على خشبة المجهر الضوئي.

## التطبيقات
يمكن أن يقلل تحليل تصوير الأنسجة الآلي بشكل كبير من عدم اليقين في توصيف الأورام مقارنة بالتقييمات التي يقوم بها علماء الأنسجة، أو تحسين معدل التنبؤ بتكرار بعض أنواع السرطان. نظراً لأنه نظام رقمي مناسب للشبكات، فإنه يسهل أيضاً الجهود التعاونية بين المواقع البعيدة. كما تعمل أنظمة التحليل التلقائي لعينات الأنسجة على تقليل الثمن وتوفير الوقت.

تستخدم جهاز اقتران الشحنة (CCD) كاميرات عالية الأداء للحصول على الصور الرقمية. وبالاقتران مع المجاهر الفلورية المتقدمة ذات النطاق العريض والخوارزميات المختلفة لاستعادة الصور، يمكن لهذا النهج أن يوفر أفضل نتائج من تقنيات متحدة البؤر بسرعات مماثلة وتكاليف أقل.

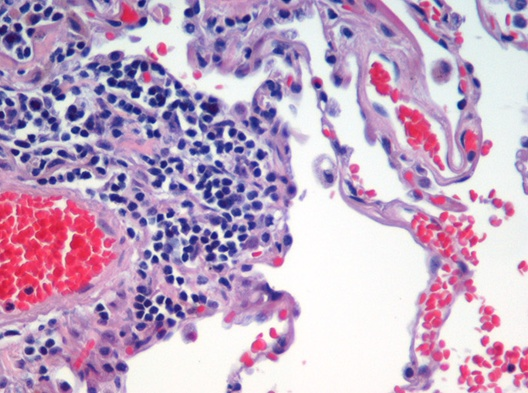
رؤية مجهرية لعينة نسيجية من أنسجة الرئة البشرية ملطخة بالهيماتوكسيلين (hematoxylin) واليوزين (eosin).

## العمليات
تصنّف إدارة الغذاء والدواء الأمريكية هذه الأنظمة على أنها أجهزة طبية، في إطار فئة الأجهزة العامة لمعدات الاختبار الآلي.
لدى الخدمة الآلية لمعلومات المطار (ATIS) سبع عمليات أساسية (إعداد العينات، واكتساب الصور، وتحليل الصور، وإبلاغ النتائج، وتخزين البيانات، والاتصالات الشبكية، وتشخيص النظام الذاتي) وتحقيق هذه الوظائف أجهزة عالية الدِّقَّة وبرامج متكاملة ومعقدة ومكلفة.
التحضير
يعد تحضير العينة أمراً بالغ الأهمية لتقييم الورم في النظام الآلي. في الجزء الأول من عملية التحضير، يتم قطع الأنسجة المأخوذة إلى حجم مناسب (عادةً 4 مم)، مثبتة في فورمالين (ميثانال) مخزن، ومجففة في الإيثانول-زيلين، ومدمجة في البرافين، مقطعة رقيقة عادة إلى 4 شرائح مم، ثم مثبتة على شريحتين لهما رمزان شريطيان على الأقل (عنصر تحكم واختبار). بعد ذلك تتم إزالة البرافين من الأنسجة، ويتم إعادة ترطيب الأنسجة، ثم صبغها. أي عدم اتساق في هذه الإجراءات من حالة إلى أخرى قد يؤدي إلى عدم اليقين في نتيجة التحليل. حفزت هذه التناقضات المحتملة وغير القابلة للاختزال في نتائج التحليل تطوير أنظمة صور الأنسجة الآلية.
التحصيل
يتم الحصول على الصور الدقيقة الرقمية للعينة الملونة على الشريحة الزجاجية. يتم التقاط الصور بواسطة مجموعة من الأجهزة المقترنة بالشحنة (CCD).
التحليل
يتضمن تحليل الصور خوارزميات حاسوبية معقدة تحدد وتميز اللون الخلوي وشَكل وكمية عينة الأنسجة باستخدام تقنية التعرف على نمط الصورة بناءً على تكميم المتجه. تمثيلات المتجهات للكائنات في الصورة، على عكس تمثيلات (bitmap)، لها قدرة تكبير فائقة. بمجرد الحصول على صورة العينة والإقامة في ذاكرة الوصول العشوائي للحاسوب كمجموعة كبيرة من 0 و 1، يمكن للمبرمج المطلع على البنية الخلوية تطوير خوارزميات حتمية مطبقة على مساحة الذاكرة جميعها لاكتشاف أنماط الخلايا من الهياكل والتكوينات الخلوية المحددة مسبقًا والمعروفة بأنها مهمة.
نتيجة الخوارزمية الإجمالية هي مجموعة من القياسات التي تفوق بكثير أي حساسية بشرية لكثافة أو النصوع وتدرج اللون، وفي نفس الوقت تحسين اتساق الاختبار من مقلة العين إلى مقلة العين.
تقديم التقرير
وتتمتع النظم بالقدرة على عرض البيانات الناتجة على مستخدمي النظام نصاً ورسوماً بيانية، بما في ذلك على شاشات عالية الدِّقَّة. تُستخدم طابعات الحاسوب، كأجهزة دِقَّة صور منخفضة نسبياً، في الغالب لتقديم تقارير علم الأمراض النهائية التي يمكن أن تتضمن نصوصاً ورسومات.
التخزين
يتضمن تخزين البيانات المكتسبة التي حُصِل عليها (ملفات الشرائح الرقمية الرسومية و البيانات النصية) حفظ معلومات النظام في نظام جهاز تخزين البيانات الذي يتمتع بقدرات استرجاع وإدارة الملفات المريحة على الأقل.
تشمل معايير صناعة التصوير الطبي أنظمة أرشفة الصور والاتصالات (PACS)، من أصل أوروبي، وهي حلول لإدارة الصور والمعلومات في شبكات الحاسوب الذي يسمح للمستشفيات والعيادات بالحصول على الصور الطبية والتقارير التشخيصية وتوزيعها وأرشفتها عبر المؤسسة. معيار آخر من أصل أوروبي هو نظام أرشفة البيانات والصور والاتصالات (DPACS). مع أنه يمكن تخزين الصور الطبية بتنسيقات مختلفة، إلا أن التنسيق الشائع كان التصوير الرقمي والاتصالات في الطب (DICOM).